# Бьёрн, Кристиан
Кристиан Бьёрн (норв. Kristian Bjørn; 22 августа 1919 года, Алвдал — 1 апреля 1993 года, Алвдал) — норвежский лыжник, призёр чемпионата мира. Отец лыжника, участника Олимпийских игр 1988 года Торгейра Бьёрна. 

## Карьера
На Олимпийских играх 1948 года в Санкт-Морице занял 9-е место в гонке на 50 км.
На чемпионате мира 1950 в Лейк-Плэсиде в команде вместе с Мартином Стоккеном, Эйлертом Далем и Хенри Хермансеном завоевал бронзовую медаль в эстафетной гонке.